# Long Tall Sally
"Long Tall Sally" er en komposition fra 1956 af Enotris Johnson, Robert Bumps Blackwell og Richard Penniman, også kendt som Little Richard.
"Long Tall Sally" blev indspillet af Little Richard i New Orleans den 7. februar 1956 og udsendt som A-side på en single med "Slippin' and Slidin'" som B-side. Singlen kom på gaden i marts 1956 og allerede senere samme år blev "Long Tall Sally" kopieret af Pat Boone og i 1964 af The Beatles.

## Elvis Presleys versioner
Elvis Presley lavede sin første indspilning af "Long Tall Sally" den 2. september 1956 hos Radio Recorders i Hollywood og udsendte den på sit album Elvis fra oktober 1956. Elvis lavede herudover gennem årene en række koncertoptagelser af "Long Tall Sally" og udsendte dem på diverse koncert-LP'er, fx Elvis Aron Presley, Elvis As Recordet Live On Stage In Memphis og Aloha From Hawaii Via Satellite.